# Dale Wilson
Dale Wilson (* 10. Mai 1950 in Kanada; † 6. Januar 2025) war ein kanadischer Schauspieler und Synchronsprecher von Trickfilmen.
Während er in Europa lediglich in einigen Nebenrollen von Fernsehserien bekannt wurde, war seine Stimme im englischsprachigen Raum sehr bekannt. Seit Anfang der 1990er Jahre synchronisierte er viele Rollen in Trickfilmen und Trickfilmserien. 2015 war er in Blackway – Auf dem Pfad der Rache zu sehen.

## Filmografie
- 1982: Goldfieber (Mother Lode)

## Synchronisation
- 1989: Dragonball Z
- 1997: Mummies Alive!
- 2000: The Vision of Escaflowne
- 2000: Card Captor Sakura
- 2000: X-Men: Evolution
- 2002: Stargate Infinity
- 2003: Bionicle: Die Maske des Lichts
- 2003: Martin Mystery
- 2006: Pucca